# Sichonkino
Sichonkino (ros. Сихонкино) – wieś (sieło) w Rosji, w Baszkortostanie, w rejonie karmaskalińskim. W 2010 liczyła 891 mieszkańców, głównie Czuwaszy.